# Propaganda (banda)
Propaganda es una banda de synth pop alemana formada en 1982 que contó con gran éxito en la década de los años 80.

## Historia
El grupo fue fundado en 1982 por Ralf Dörper, miembro de la banda alemana Die Krupps. Para ello convocó a Andreas Thein y la vocalista Susanne Freytag. Más tarde incorporaron al músico y compositor Michael Mertens y a la cantante Claudia Brücken. Con esta formación editaron en 1984, su primer sencillo titulado Dr. Mabuse, tras lo cual Andreas Thein dejaría la banda.
La banda editó su primer álbum en 1985 bajo el título A Secret Wish, el cual alcanzaría el puesto 16 en el ranking británico y tendría como sencillo más importante p:Machinery que fue un gran éxito en Europa.
En 1986 Claudia Brücken deja la banda. Entre 1987 y 1988 Mertens, Freytag y Dörper reclutan a Derek Forbes, Brian McGee y la vocalista Betsi Miller. Con esta formación comenzaron a preparar un nuevo álbum pero al momento de editarlo Freytag y Dörper habían abandonado el grupo.
La banda, ahora conformada por Michael Mertens, Betsi Miller, Derek Forbes y Brian McGee, publicó en 1990 su segundo álbum de estudio, 1234, que estaría más cercano a las baladas que al synth pop de los comienzos. Su sencillo Heaven Give Me Words fue top 40 en el ranking británico, mientras que Wound in My Heart tuvo gran éxito en países como Argentina, donde fue número uno en las listas.
En 1998 Mertens, Brücken y Freytag se reunieron y grabaron varias canciones pero no llegaron a editarlas. Entonces, la banda se disolvió.
En noviembre de 2004 la alineación original de Propaganda -con Brücken y Dörper pero sin Thein- interpretaron Dr. Mabuse en el Wembley Arena para celebrar un tributo a Trevor Horn, dueño de la discográfica donde había grabado sus discos la banda. En octubre de 2007 se reunieron para un programa de la televisión alemana.
En julio de 2010, se realizó una edición especial con material original y remezclas varias para celebrar el 25 aniversario de su primer álbum, A Secret Wish.
En 2018 Claudia Brücken y Susanne Freytag formaron el grupo xPropaganda y editaron ese mismo año el álbum A Secret Place, grabado en directo en el que tocan los temas de los álbumes de antaño, dándole a los temas un estilo personal, pero en la línea de lo que fue Propaganda.
En 2018 publicaron con el sello ZZT The Heart Is Strange, un álbum que sigue el estilo de sus anteriores trabajos. Este trabajo está disponible también con sonido Dolby Atmos.
En 2023 publicaron Strangely (Mixes, Moods + Memories), también con ZZT.
Andreas Thein (nacido en 1954) falleció el 30 de mayo de 2013 víctima de cáncer.

## Discografía

### Álbumes
- A Secret Wish (julio de 1985). Alcanzó el puesto 16 en la lista británica de álbumes (UK Albums Chart).
- Wishful Thinking (noviembre de 1985). Fue un álbum de remezclas. Alcanzó el puesto 82 en la mencionada lista.
- 1234 (año 1990). Alcanzó el puesto 46 en la anterior lista.
- A Secret Wish (Deluxe Edition) (año 2010). Alcanzó el puesto 92 en la anterior lista.[4]

### Recopilatorios
- Outside World (julio de 2002).

### Sencillos
- Dr. Mabuse (27/02/1984).
- Duel (07/04/1985).
- p:Machinery (29/07/1985).
- p:Machinery (Reactivated) (25/11/1985).
- Heaven Give Me Words (año 1990).
- Only One Word (año 1990).
- How Much Love (año 1990).
- Wound in My Heart (año 1991).
- p:Machinery (anniversary reissue) (año 1995).